# Ehemaliges Dienstgebäude der Oberschulbehörde Hamburg

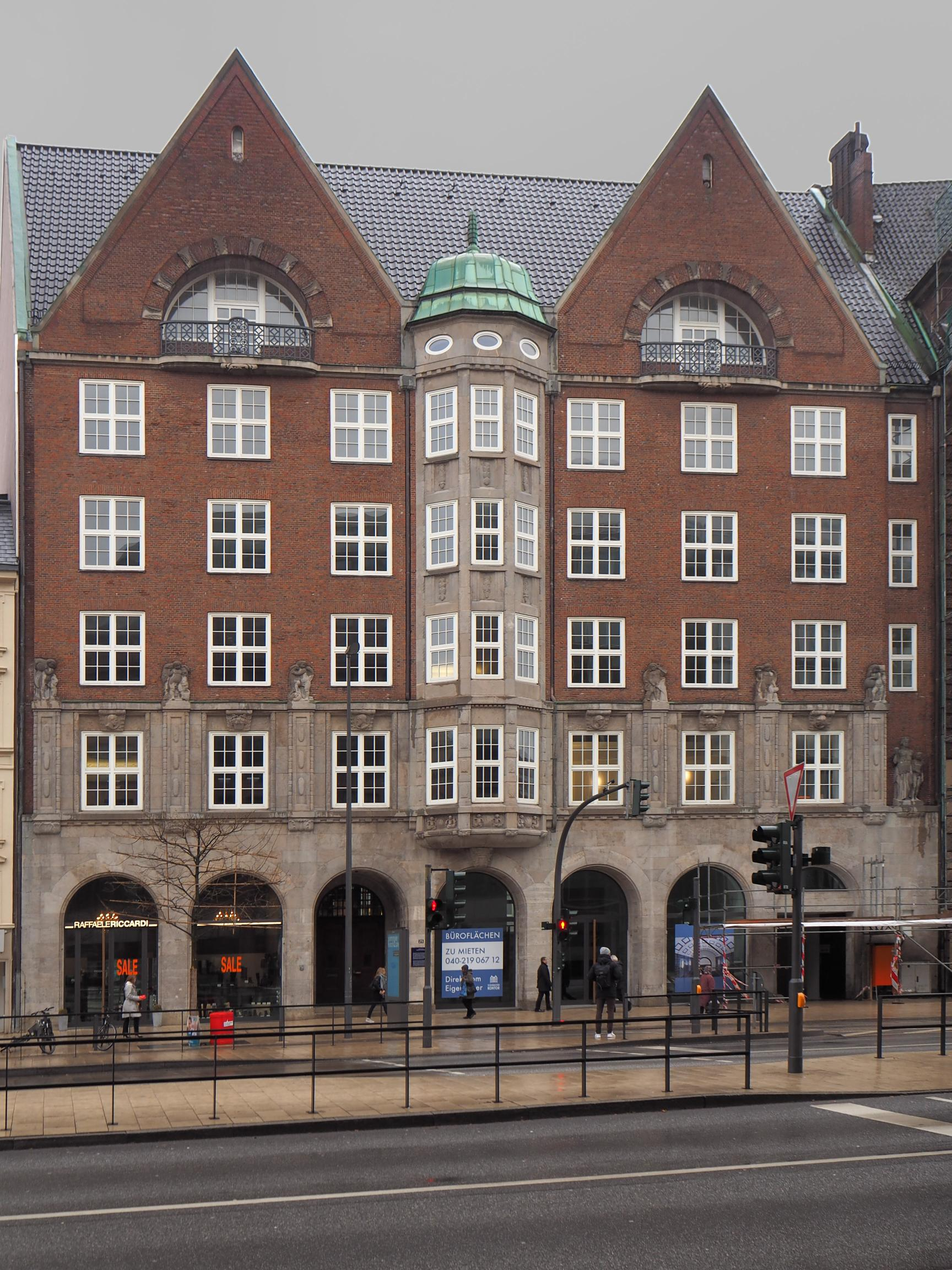
Gebäude im Jahr 2015

Das ehemalige Dienstgebäude der Oberschulbehörde in Hamburg steht in der Dammtorstraße 25. Der Schumacher-Bau ist heute in privatem Besitz. Er wurde am 6. Mai 2008 unter Nr. 1654 in die Denkmalliste des Denkmalschutzamtes Hamburg eingetragen (heutige Nr.: 12575).

## Baugeschichte
Schon 1907 plante man die Errichtung eines neuen Dienstgebäudes, um alle Dienststellen der Schulbehörde zu zentralisieren. Bis dahin waren sie zerstreut und teilweise in angemieteten Gebäuden untergebracht. Der Entwurf von Fritz Schumacher im Jahr 1910 wurde schließlich realisiert. Von 1911 bis 1913 entstand der Bau als eines der ersten staatlichen Verwaltungsgebäude der Stadt. Es ersetzte einen niedrigen Vorgängerbau und leitete damit die höhere Bebauung der Dammtorstraße ein.

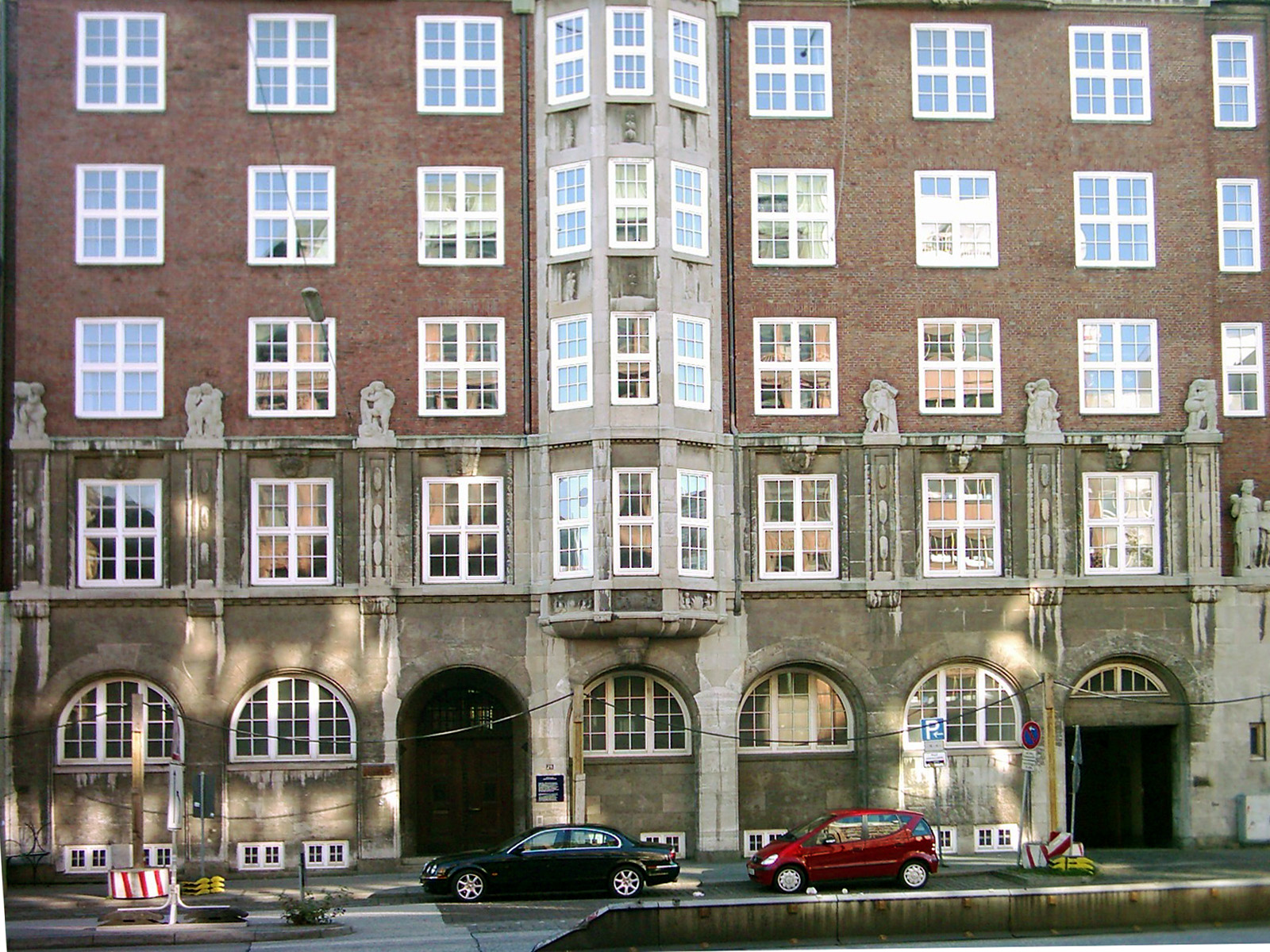
Fassade vor der Umgestaltung des Erdgeschosses

Im Ersten Weltkrieg mussten für die Materialbeschaffung Kupferteile aus dem Bau entfernt werden, diese wurden aber später ersetzt.
Die Hamburger Schulbehörde war bis 1970 hier ansässig. Nach deren Umzug in die Hamburger Straße bezog zunächst der Rechnungshof das Gebäude. Schließlich verkaufte die Stadt Hamburg das Haus. Danach wurde es saniert. In den Obergeschossen entstanden Büroräume, im Erdgeschoss zogen Ladengeschäfte ein, dazu mussten dort auch im Außenbereich sichtbare bauliche Veränderungen vorgenommen werden.

## Beschreibung
Das sechsgeschossige, historistische Gebäude greift Bauformen der Renaissance auf. Es verbindet Elemente des Alt-Hamburger Bürgerhauses mit den Anforderungen des neuzeitlichen Kontorhauses.
Durch die Aufteilung in zwei übergiebelte Flügel erreichte Schumacher eine gewisse Anpassung an die kleinteilige Bebauung der Umgebung. Die durch einen Erker getrennten Flügel weisen je drei Fensterachsen auf. Der Erker beginnt im ersten Obergeschoss und endet im Dachbereich mit einer kupfergedeckten Dachhaube. Er besteht aus Muschelkalk und erinnert an den Treppenturm eines Schlosses. 
Im Erdgeschoss ist die Fassade durch eine durchgängige Arkade von sieben Bögen geprägt, die in Muschelkalk ausgeführt sind. Dieses Material finden wir auch im ersten Obergeschoss, während die folgenden Geschosse, sowie die  Giebel mit Backsteinen verblendet wurden. Die ansonsten schlichten Giebel sind jeweils mit einer großen Bogenloggia versehen.
Figurenschmuck finden wir auf dem Gesims über dem ersten Obergeschoss. Die dort in den Backsteinbereich hineinragenden Kinderreliefs stammen von Arthur Storch und Emil Obermann. Etwas tiefer angeordnet, am südlichen Übergang zum Nachbarhaus, steht die Figur der Hammonia, die einen Jüngling geleitet. Die Gruppe wurde von Oskar E. Ulmer geschaffen und symbolisiert die Fürsorge der Stadt Hamburg für die Jugend. 

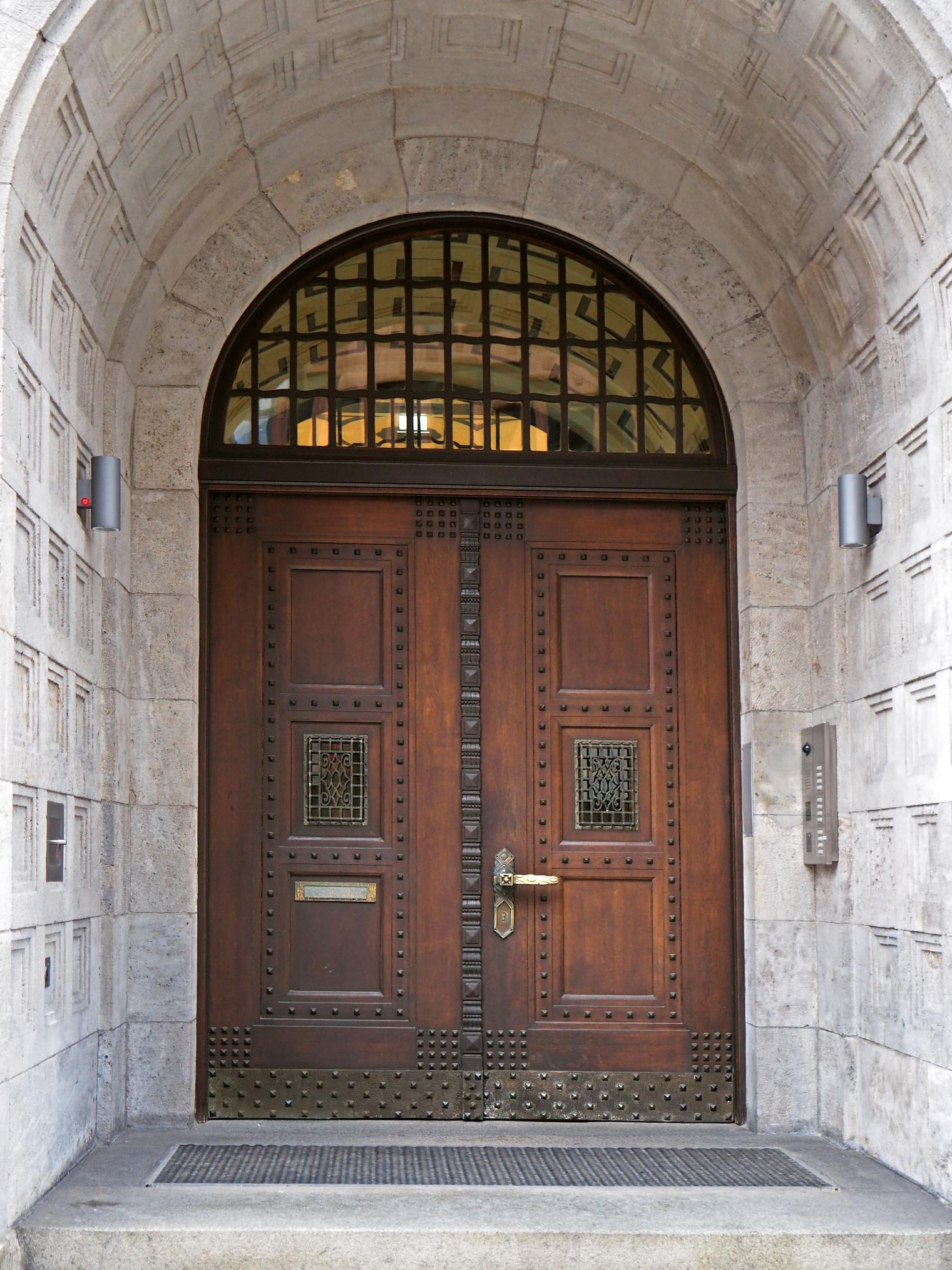
Eingang
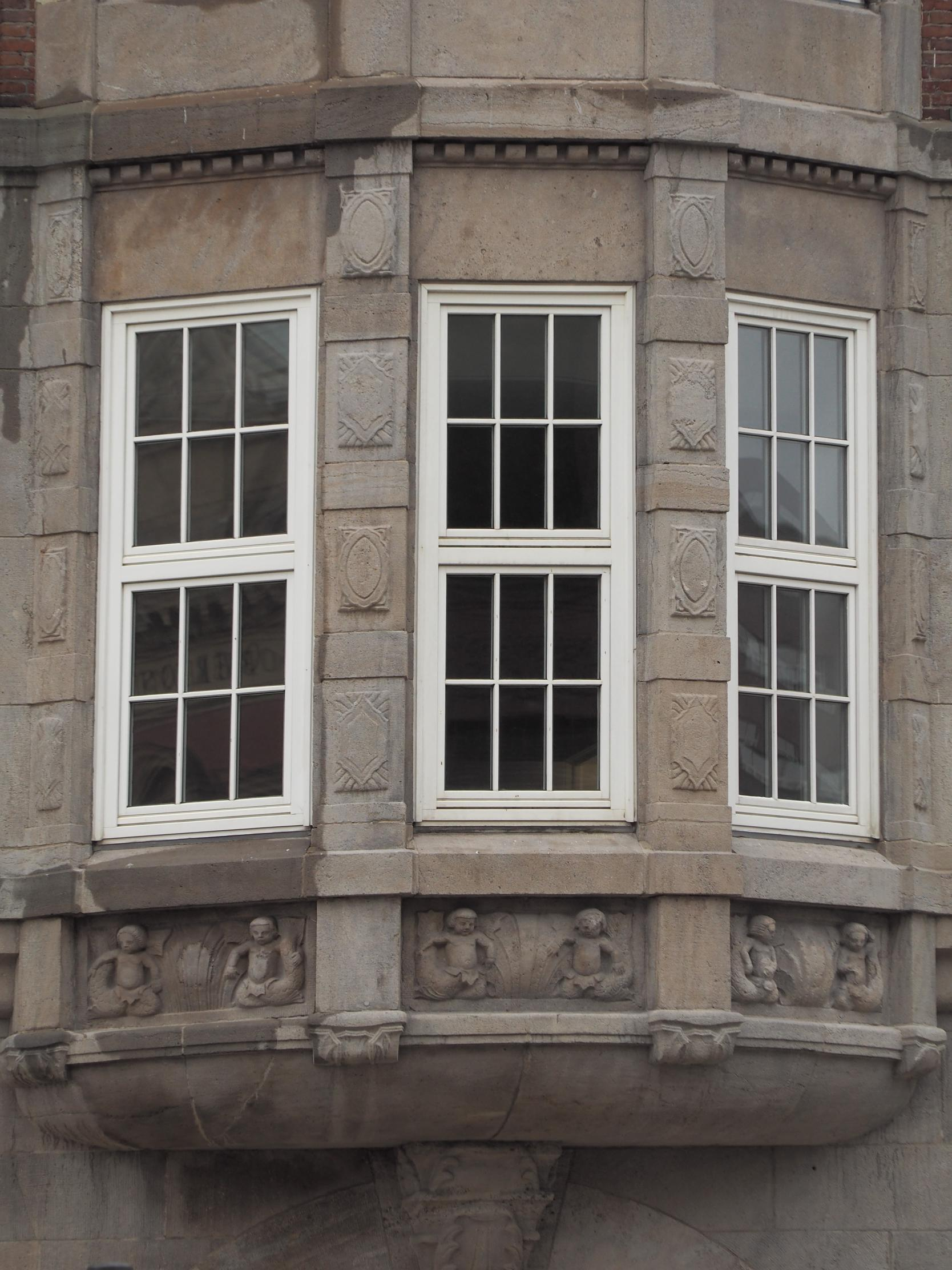
Erker im 1. Obergeschoss
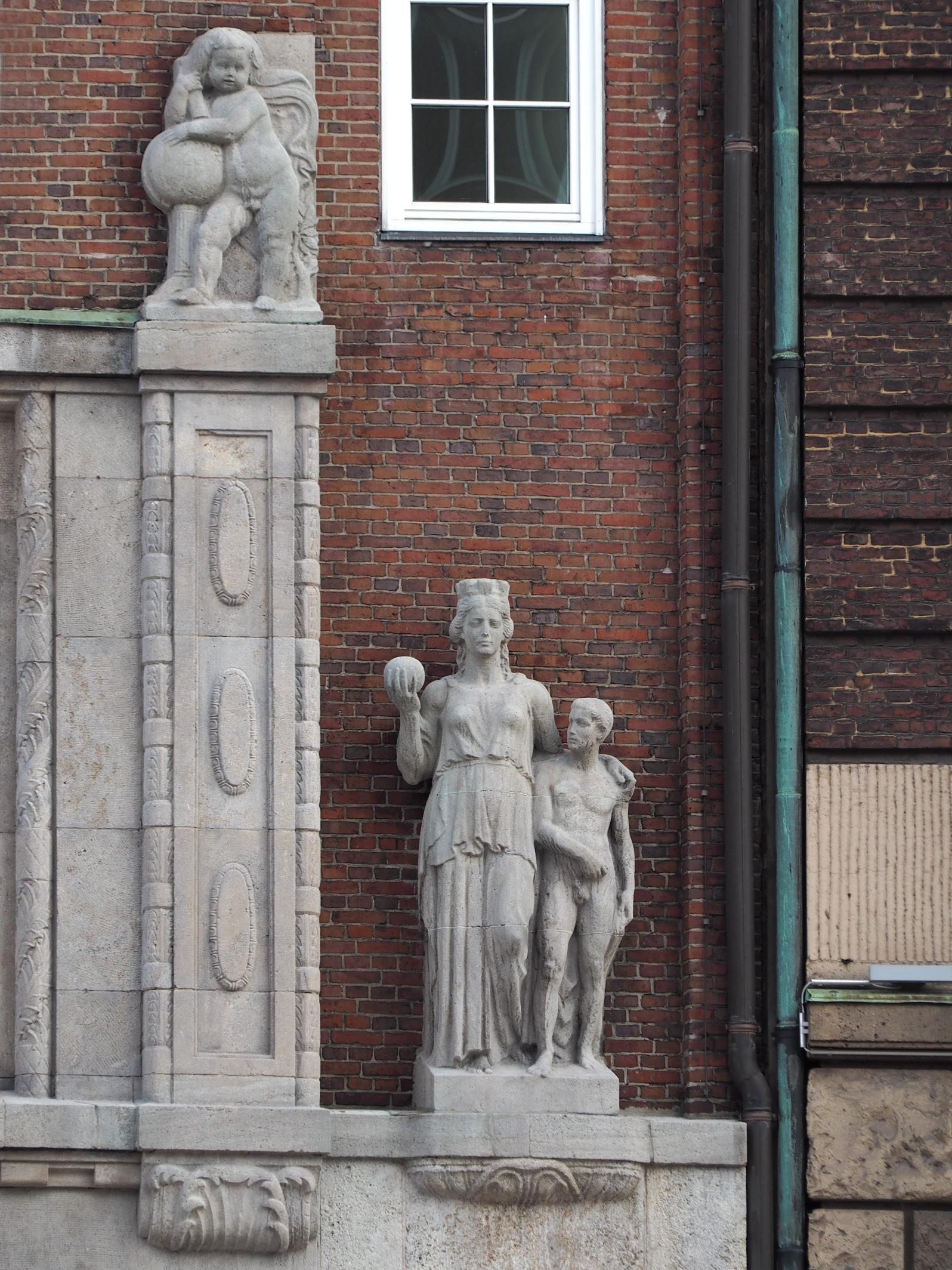
Kinderrelief und Hammonia mit Jüngling